# Miss Danmark
Miss Danmark er den ældste skønhedskonkurrence i Danmark af dem alle, som har en historie der fører tilbage til 1926. Miss Danmark organisationen holder den licens, der giver vinderen af Miss Danmark vinderen adgang til Miss World-konkurrencen. Siden 1951 har Miss Danmark/Frøken Danmark konkurrencen sendt repræsentanter afsted til internationale skønhedskonkurrencer såsom Miss World, Miss Earth, Miss Universe Miss Europe og Miss Scandinavia. Udvælgelsen foregik primært gennem castings og folkelige afstemninger.
I 2024 vandt Victoria Kjær Theilvig som den første dansker titlen som Miss Universe.

## Historie
Danmark fik sin første skønhedsdronning den 1. august 1926. Konkurrencen hed Frøken Danmark og Edith Jørgensen fra Aarhus, blev kåret til Danmarks smukkeste. Det foregik på Marienlyst Strandpromenade ved Helsingør, hvor unge piger fra hele landet promenerede med sky blikke foran hundredvis af hatteklædte herrer og damer. Bladet Vore Damer stod bag konkurrencen og opfordrede i augustnummeret 1926 landets unge kvinder til at stille op til “Frøken Danmark” med blandt andet disse ord:
“Ingen blomst må mangle i denne buket af landets smukkeste kvinder, hverken den jyske hedes mørke melankolske skønhed, Vendsyssels kække ungmø, den trofaste sønderjyske pige, Fyens muntre datter eller Sjællands blide, unge kvinde.”
Frøken Danmark finalisterne bar ens dragter med VD logo på og et skærf med navnet på byen, som de repræsenterede. Dommerpanelet bestod af bl.a. revydronningen Liva Weel, Johannes Meyer og A.W. Sandberg. Danmarks første skønhedsdronning – Edith Jørgensen, der til dagligt var danserinde ved Pantomineteatret i Tivoli græd af lykke, og udtalte at den dejligste oplevelse for hende dog var, da hun kunne fortælle nyheden til sin moder hjemme i Århus. Med titlen fulgte 1000 kroner, og prisen blev overrakt af skuespilleren Johannes Meyer.
Udover at skifte navn til ”Miss Danmark”, har konkurrencen udviklet sig meget siden, hvor der udover fokus på udseendet, i dag bliver lagt stor vægt på personlighed, fremtidsambitioner, intelligens, karisma og lysten til at gøre en forskel.[kilde mangler]
2015 overtog Lisa Lents, tidligere skønhedsdronning og Miss World Danmark 2008 rettighederne til Miss Danmark. Lisa Lents overtog licensen for Miss World-konkurrencen i Danmark i 2009, hvor hun har været den ansvarlige for udvælgelsen af den danske kandidat. Miss Danmark konkurrencen ændrede i 2015 koncept, og der blev for første gang i mange år afholdt et officielt Miss Danmark 2015 show, hvor vinderen repræsenterede Danmark til Miss World 2015. Det varierer, hvilke konkurrencer organisationen har licens til og derved hvilke de sender piger eller drenge afsted til. I 2018 sendte Lisa Lents for første gang 6 repræsentanter til samtlige Grand Slam skønhedskonkurrencer; Miss Universe, Miss World, Miss Earth, Miss International, Miss Supranational og Miss Grand International.

## Kritik
I maj 2019 afdækkede P1 Dokumentars journalister Mille Ørsted og Gry Hoffman, at Lisa Lents angiveligt bruger hårdhændede metoder over for flere af de unge piger, der er under hendes vinger i Miss Danmark-konkurrencen. Bl.a. har Lisa Lents frataget Tara Jensen titlen som Miss Danmark 2018 pga. Tara Jensen fremsatte krititk af Lisa Lents og forholdene i hendes organisation. Desuden har Lisa Lents delt fortrolige sygdomsoplysninger om Miss Danmark-deltager fra 2018-holdet, Rika Edelgren, på Instagram, hvilket juraprofessor og ekspert i medieret ved Aalborg Universitet Søren Sandfeldt Jacobsen anser som en meget klar og alvorlig overtrædelse af persondataloven.  Igen i november 2019 afdækker Danmarks Radio, hvordan Lisa Lents benytter sig af hårde metoder over de unge piger bl.a. i form af bøder på 30.000 kroner 

## Tidligere Miss Danmark vindere
- Miss Danmark 1926 - Edith Jørgensen

- Miss Danmark 1929 - Vibeke Mogensen
- Miss Danmark 1930 - Esther Petersen
- Miss Danmark 1931 - Inga Marie Arvad
- Miss Danmark 1932 - Åse Clausen
- Miss Danmark 1933 - Ukendt
- Miss Danmark 1934 - Ethel Louis
- Miss Danmark 1935 - Ellen Ørregård
- Miss Danmark 1936 - Ukendt
- Miss Danmark 1937 - Tove Arni
- Miss Danmark 1938 - Inger Eriksen
- Miss Danmark 1939-1948 ukendt
- Miss Danmark 1949 - Ellinor Vedel
- Miss Danmark 1950 - Ukendt
- Miss Danmark 1951 - Grethe Karen Thygesen
- Miss Danmark 1952 - Hanna Sørensen
- Miss Danmark 1953 - Jytte Olsen
- Miss Danmark 1954 - Grethe Hoffenblad
- Miss Danmark 1955-1956 - Ukendt
- Miss Danmark 1957 - Liljan Juul Madsen
- Miss Danmark 1958 - Evy Norlund
- Miss Danmark 1959 - Lys Stolberg
- Miss Danmark 1960 - Lizzie Hess
- Miss Danmark 1961 - Jette Nielsen
- Miss Danmark 1962 - Ukendt
- Miss Danmark 1963 - Aino Korwa
- Miss Danmark 1964 - Yvonne Mortensen
- Miss Danmark 1965 - Jeanette Christiansen
- Miss Danmark 1966 - Gitte Fleinert
- Miss Danmark 1967 - Margrethe Rhein-Knudsen
- Miss Danmark 1968 - Gitte Broge
- Miss Danmark 1969 - Jeanne Perfeldt
- Miss Danmark 1970 - Winnie Hollman
- Miss Danmark 1971 - Ukendt
- Miss Danmark 1972 - Marianne Schmit
- Miss Danmark 1973 - Ukendt
- Miss Danmark 1974 - Jane Møller
- Miss Danmark 1975 - Beriti Frederiksen
- Miss Danmark 1976 - Brigitte Trolle
- Miss Danmark 1977 - Inge Eline Erlandsen
- Miss Danmark 1978 - Anita Heske
- Miss Danmark 1979 - Lone Gladys Jørgensen
- Miss Danmark 1980 - Jano Bill
- Miss Danmark 1981 - Tina Brandstrup
- Miss Danmark 1982 - Tina Marie Nielsen
- Miss Danmark 1983 - Inge Ravn Thomsen
- Miss Danmark 1984 - Catharina Clausen
- Miss Danmark 1985 - Susan Rasmussen
- Miss Danmark 1986 - Pia Rosenberg Larsen (Helena Christensen var Miss Universe Danmark)
- Miss Danmark 1987 - Nana Louise Wildfang Jørgensen
- Miss Danmark 1988 - Pernille Nathansen
- Miss Danmark 1989 - Louise Mejhede
- Miss Danmark 1990 - Maj Britt Jensen
- Miss Danmark 1991 - Ukendt
- Miss Danmark 1992 - Anja Hende
- Miss Danmark 1993 - Maria Josephine Hirse
- Miss Danmark 1994 - Gitte Andersen
- Miss Danmark 1995 - Tina Dam
- Miss Danmark 1996 - Anette Oldenborg
- Miss Danmark 1997 - Ukendt
- Miss Danmark 1998 - Kirsten Willumsen
- Miss Danmark 1999 - Zahide Bayram
- Miss Danmark 2000 - Cecilie Elisa Dahlstrøm
- Miss Danmark 2001 - Maj Petersen
- Miss Danmark 2002 - Masja Juel
- Miss Danmark 2003 - Ukendt

Fra 2004 blev Miss Danmark delt op i to konkurrencer, Miss World Denmark og Miss Universe Denmark.

### Miss World Denmark
- Miss World Danmark 2004 - Line Larsen
- Miss World Danmark 2005 - Trine Lundgaard Nielsen
- Miss World Danmark 2006 - Sandra Spohr
- Miss World Danmark 2007 - Line Kruuse
- Miss World Danmark 2008 - Lisa Lents
- Miss World Danmark 2009 - Nadia Ulbjerg Pedersen (Udvalgt af Lisa Lents)
- Miss World Denmark 2010 - Natalya Averina (Udvalgt af Lisa Lents)
- Miss World Danmark 2011 - Maya Celeste Padillo Olesen (Udvalgt af Lisa Lents)
- Miss World Danmark 2012 - Iris Adler Reuben Thomsen (Udvalgt af Lisa Lents)
- Miss World Danmark 2013 - Malene Riis Sørensen (Udvalgt af Lisa Lents)
- Miss World Danmark 2014 - Pernille Sørensen (Udvalgt af Lisa Lents)
- Miss World Danmark 2015 - Jessica Josephina Hvirvelkær (Udvalgt af Lisa Lents)
- Miss World Danmark 2016 - Helena Heuser

### Miss Universe Danmark
- Miss Universe Danmark 2004 - Tina Christensen
- Miss Universe Danmark 2005 - Gitte Hanspal
- Miss Universe Danmark 2006 - Betina Faurbye
- Miss Universe Danmark 2007 - Zaklina Sojic
- Miss Universe Danmark 2008 - Maria Sten-Knudsen
- Miss Universe Danmark 2009 - Ingen deltager
- Miss Universe Danmark 2010 - Ena Sandra Causevic
- Miss Universe Danmark 2011 - Sandra Hamad Amer
- Miss Universe Danmark 2012 - Josefine Hewitt
- Miss Universe Danmark 2013 - Cecilia Iftikhar
- Miss Universe Danmark 2014 - Ingen deltager
- Miss Universe Danmark 2015 - Cecilie Wellemberg
- Miss Universe Danmark 2017 - Cecilie Schreiner